# 대산2 일반산업단지
대산2 일반산업단지는 서산시 대산읍 독곶리 일원에 S-OIL이 총사업비 34,080억원을 투입하여 조성계획 중인 실수요자 직접개발방식의 지방산업단지이다. 조성계획면적은 1,142,205m2이며, 2016년 6월 7일 산업단지 지정 승인 되어 2018년에 조성 완료를 목표로 하고 있으나, 국제적 경제여건 변화와 사업시행자의 사업추진 지연으로 산업단지 조성이 지연되고 있다.